# Stepan Kur'janov
Stepan Michajlovič Kur'janov (in russo Степан Михайлович Курьянов?; Kovrov, 7 dicembre 1996) è un ciclista su strada russo che corre per il team Global6 Cycling.

## Palmarès

### Strada
- 2014 (Juniores, due vittorie)

1ª tappa Aubel-Thimister-La Gleize (Aubel > Aubel)
2ª tappa - parte b Aubel-Thimister-La Gleize (Thimister > Thimister)
- 2016 (Dilettanti, due vittorie)

2ª tappa Friendship People North-Caucasus Stage Race (Majkop > Armavir)
3ª tappa Friendship People North-Caucasus Stage Race (Majkop > Guzeripl)

#### Altri successi
- 2013 (Juniores)

Classifica giovani Trofeo Karlsberg
Classifica giovani Tour du Valromey
2ª tappa Aubel-Thimister-La Gleize (Thimister, cronosquadre)
- 2014 (Juniores)

Classifica a punti Aubel-Thimister-La Gleize
- 2019 (Gazprom-RusVelo)

Classifica sprint intermedi UAE Tour

## Piazzamenti

### Classiche monumento
- Milano-Sanremo

2018: 133º
2020: 118º

### Competizioni mondiali
- Campionati del mondo

Toscana 2013 - Cronometro Junior: 12º
Toscana 2013 - In linea Junior: 87º
Ponferrada 2014 - In linea Junior: 30º
Doha 2016 - In linea Under-23: 93º
Innsbruck 2018 - In linea Under-23: 75º
Yorkshire 2019 - In linea Elite: ritirato

### Competizioni europee
- Campionati europei

Olomouc 2013 - In linea Junior: 6º
Nyon 2014 - In linea Junior: 61º
Tartu 2015 - In linea Under-23: 94º
Herning 2017 - In linea Under-23: 113º
- Giochi europei

Minsk 2019 - In linea: 109º